# Afonso Henrique Martins Saldanha
Afonso Henrique Martins Saldanha (Olinda, 22 de setembro de 1918 — Rio de Janeiro, 8 de dezembro de 1974) foi um professor, funcionário público federal e militante do Partido Comunista Brasileiro, PCB, fundado em 25 de março de 1922. Afonso foi um dos mortos políticos na ditadura militar brasileira.
Afonso Saldanha era professor de história, geografia e ciências. Também colaborou para a Enciclopédia Britânica e foi Inspetor Federal do Ministério da Educação e Cultura. Além disso, foi Presidente do Sindicato dos Professores do Município do Rio de Janeiro de 1967 a 1969, onde foi reeleito para um novo mandato, que iria de 1969 a 1972, mas não chegou a tomar posse porque foi cassado pela ditadura civil militar brasileira.

## Biografia
Afonso Saldanha nasceu em Olinda, capital do Estado de Pernambuco, no nordeste brasileiro. Era filho de João Baptista Martins Saldanha e Maria da Conceição de Barros Saldanha. Foi casado com Idalina Saldanha, com quem teve cinco filhos.
Foi professor de história, geografia e ciências e lecionou em diversos colégios da capital carioca, como o Colégio Rui Barbosa, o Colégio Mello e Souza, o Instituto de Educação Brasil-América. Além disso, foi diretor do Colégio Helvécio Xavier Lopes, também no Rio de Janeiro. Sua trajetória em conjunto com a educação não parou por aí, pois também era Inspetor Federal do Ministério da Educação e Cultura, até o momento que o órgão o aposentou de forma compulsória em 1972, uma consequência do Ato Institucional Nº 5.
Afonso foi convidado por um dos maiores intelectuais brasileiros, o crítico literário Antônio Houaiss, para colaborar na construção da Enciclopédia Britânica, onde escreveu diversos verbetes sobre educação, que era a sua especialidade.
Em sua trajetória, também foi Presidente do Sindicato dos Professores do Município do Rio de Janeiro, o Sinpro-Rio, de 1967 a 1969. Foi reeleito para um novo mandato, que iria de 1969 a 1972, mas não chegou a tomar posse, pois teve sua candidatura cassada.

## Prisão
Há certa divergência em relação ao mês que Afonso Saldanha foi preso. Um documento do acervo do Ministério Público Federal traz um excerto que afirma que foi preso em julho de 1970. Já o documento da Comissão Nacional da Verdade afirma que foi preso em setembro de 1970. Quanto ao relato sobre a prisão, os documentos tem as mesmas afirmações: Afonso foi levado por militares ao Destacamento de Operações de Informação - Centro de Operações de Defesa Interna do Rio de Janeiro, o DOI-CODI/RJ, local onde foi brutalmente torturado. De acordo com relatos, os torturadores se preocuparam com uma parte específica do corpo do professor: uma verruga em sua cabeça, e davam choques elétricos diretamente no local.
Após 42 dias preso e sob tortura, foi liberado juntamente com outra pessoa que estava presa no DOI-CODI/RJ, a Cecília Coimbra, uma das testemunhas da tortura que Saldanha sofreu enquanto estava sob domínio do regime militar.
Cecília Coimbra ainda está viva e fundou em abril de 1985, o Grupo Tortura Nunca Mais/RJ, que defende a permanência da memória acerca da ditadura civil militar brasileira, se posicionando contra a tortura e defendendo os direitos humanos. Cecília é psicóloga e até hoje ela concede entrevistas sobre o assunto e contextualizando aquilo que viveu com a atualidade.

## Circunstâncias de morte
Não há muitas informações acerca da morte de Afonso Saldanha. Um documento do acervo do Ministério Público Federal traz um excerto que afirma que meses após a liberação, Afonso morreu de enfarte, sendo uma consequência das torturas sofridas no DOI-CODI/RJ.
Já o Dossiê dos Mortos e Desaparecidos Políticos a partir de 1964 traz a informação de que as torturas que Saldanha sofreu no DOI-CODI/RJ realmente desencadearam a sua morte, mas segundo o diagnóstico médico, foi através de um processo de metástase, que levou Afonso Henrique Martins Saldanha à morte no dia 8 de dezembro de 1974.
De acordo com o documento da Comissão Nacional da Verdade, não há documentação que permita identificar com exatidão o local da morte de Saldanha.

## Situação na Comissão
O caso de Afonso Saldanha não foi apresentado à Comissão Especial sobre Mortos e Desaparecidos Políticos (CEMDP), mas seu nome está presente no Dossiê ditadura: mortos e desaparecidos políticos no Brasil (1964-1985), organizado pela Comissão de Familiares de Mortos e Desaparecidos Políticos. Esse documento é a base de diversas homenagens que constam as listas de mortos e desaparecidos políticos na época da ditadura civil-militar brasileira.

O documento da Comissão conclui que:
Diante das investigações realizadas, conclui-se que Afonso Henrique Martins Saldanha morreu em decorrência de ação perpetrada por agentes do Estado brasileiro, em contexto de sistemáticas violações de direitos humanos promovidas pela ditadura militar, implantada no país a partir de abril de 1964. Recomenda-se a continuidade das investigações sobre as circunstâncias do caso para identificação e responsabilização dos demais agentes envolvidos.
Em 2002, o Ministério Público Federal abriu um processo para investigar a morte de Saldanha. O mesmo foi arquivado em 2016, afirmando:
Não há nos autos provas acerca dos possíveis autores ou testemunhas, sobretudo em razão do grande lapso de tempo transcorrido desde a data dos fatos. Ausência de indícios de autoria delitiva ou de diligências capazes de modificar o panorama probatório atual.